# Glochidion multiloculare
Glochidion multiloculare là một loài thực vật có hoa trong họ Diệp hạ châu. Loài này được (Rottler ex Willd.) Voigt mô tả khoa học đầu tiên năm 1845.